# Gilman Exposto dos Santos

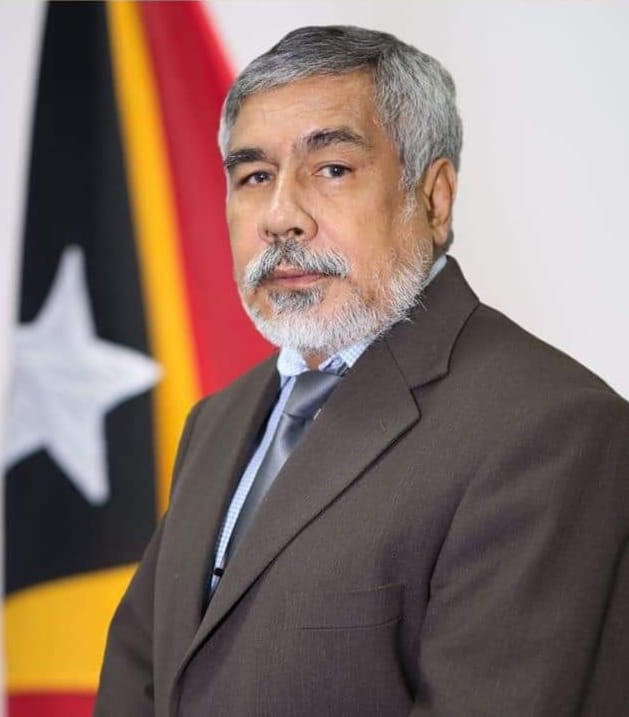
Gilman Exposto dos Santos

Gilman Ascenção Exposto dos Santos (* 4. Juli 1956 in Fatubessi, Ermera, Portugiesisch-Timor; † 25. November 2019 in Dili, Osttimor) war ein osttimoresischer Politiker der União Democrática Timorense (UDT).

## Werdegang

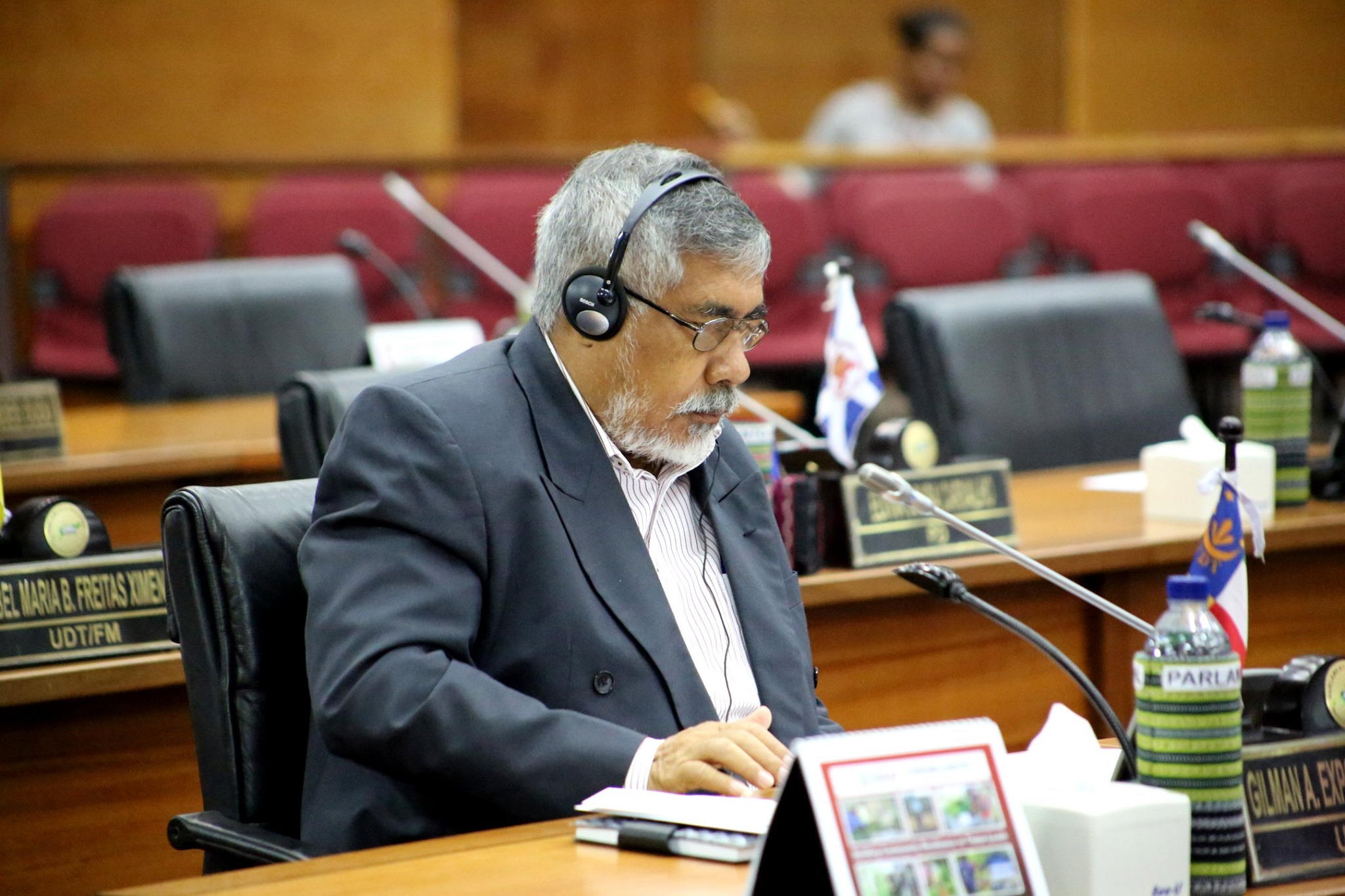
Gilman Exposto dos Santos im Parlament (2019)

Santos besuchte einen Kurs für Elektriker an der Escola Técnica.
Vater und Bruder von Santos kamen im Bürgerkrieg gegen die FRETILIN 1975 in Aifu ums Leben. Die UDT stellte sich nach dem verlorenen Krieg zeitweise auf Seiten der indonesischen Invasoren. Santos war im annektierten Osttimor von 1977 bis 1979 Angestellter der indonesischen Regierung, dann Mitarbeiter des CRC bis 1987 und bis 2012 der Yayasan ETADEP (Osttimor Landwirtschaft- und Entwicklungsprojektstiftung). Santos war der Ehemann von Armandina Maria Gusmão dos Santos, der Schwester von Xanana Gusmão, dem Führer des bewaffneten Widerstandes gegen die Besetzung Osttimors von den Indonesiern. Als dieser 1992 gefangen genommen wurde, wurden auch Santos, seine Frau und zwei ihrer Kinder (13 und 15 Jahre alt) von der Kopassus zeitweise  inhaftiert. Santos war zu dieser Zeit Mitarbeiter einer katholischen Hilfsorganisation und seine Frau Armandina Privatsekretärin vom indonesischen Gouverneur Mário Viegas Carrascalão. Von allen Verwandten Xanana Gusmãos war sie am längsten im Gefängnis. Hier wurde sie mehrmals von Kopassus-Soldaten gefoltert.
2003 war Santos Mitbegründer des Academia de Café de Timor-Leste. Von 2014 bis 2018 arbeitete Santos für die Firma GAS. Nilton Gusmão dos Santos ist ein erfolgreicher Unternehmer und Präsident der Liga Futebol Amadora.
Seit Februar 2010 war Santos Präsident der UDT und damit Nachfolger von João Viegas Carrascalão.  Bei den Parlamentswahlen in Osttimor 2012 und 2017 führte Santos die Parteiliste der UDT an, die aber an der Drei-, beziehungsweise Vier-Prozent-Hürde scheiterte. Bei den vorgezogenen Neuwahlen 2018 trat die UDT zusammen mit anderen Parteien im Bündnis Frenti Dezenvolvimentu Demokratiku (FDD) an. Diesmal gelang Santos auf Platz 2 der FDD-Liste der Einzug ins Parlament. Das Bündnis der FDD zerbrach am 17. Juni, so dass Santos nun als Einzelabgeordneter im Parlament saß. Er war Mitglied der parlamentarischen Kommissionen für konstitutionelle Fragen und Justiz (Kommission A) und für Infrastruktur (Kommission E).
Am 25. November 2019 verstarb Santos im Hospital Nacional Guido Valadares in der Landeshauptstadt Dili. Er wurde auf dem Friedhof von Becusi beigesetzt.